# Nadine Marie Huppmann von Balbella
Nadine Marie von Huppmann-Balbella, známější jako Nadine (von) Kolovrat (německy Nadine Marie von Kolowrat-Krakowsky, 6. srpna 1858, Paříž – 30. července 1942, Mnichov) byla německo-česká šlechtična, provdaná hraběnka z Kolovrat.

## Život a činnost
Narodila se v Paříži jako druhá dcera obchodníka Josefa Huppmanna von Valbella (1818–1897) a jeho manželky Kathariny Seemannové (1818–1890).
Byla významou průkopnicí esperanta v Československu na počátku 20. století. Její články se objevily v esperantském tisku a také v několika jejích publikacích. V Encyklopedii esperanta není uvedena, a proto o ní není známo více podrobností. Ve vydání esperantského časpisu Juna Esperantisto z července 1907 se dochoval pouze její portrét.
Nadine Marie Krakovská z Kolovrat zemřela 30. července 1942 v Mnichově.

### Manželství a potomstvo

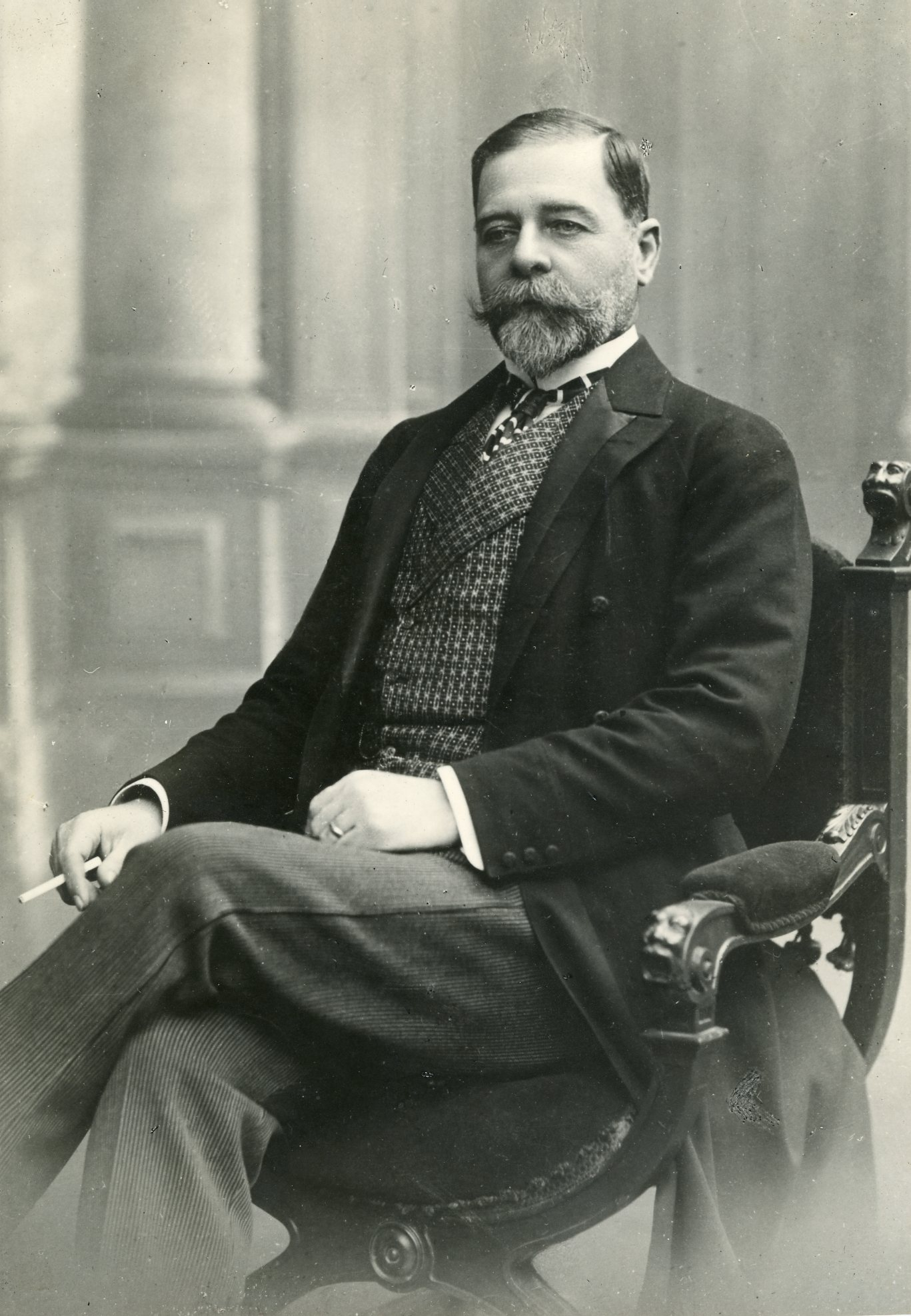
Leopold Filip hrabě Krakovský z Kolovrat, manžel Nadiny

18. března 1884 se v New Yorku provdala za českého šlechtice a říšského radu Leopolda Filipa Krakovského z Kolovrat (1852–1910). Z jejich manželství se narodilo několik dětí:
Měli sedm dětí (z nich tři ovšem zemřely v raném věku).
- 1. Alexandr "Sascha" Josef (29. 1. 1886 Bloomfield/Glen Ridge – 4. 12. 1927 Vídeň, pohřben v Týnci)
  - ∞ 30. dubna 1923 Vídeň Sofie Nikolajevna Trubecká (4. 2. 1900 – 25. 4. 1938)
- 2. Jindřich Otakar Lev (31. 12. 1887 Týnec u Klatov[2] – 28. 6. 1889[3], pohřben v Týnci)
- 3. Kateřina Berta (14. 1. 1889 Týnec[4] – 15. 1. 1889[5], pohřbena v Týnci), dvojče
- 4. Berta Kateřina (14. 1. 1889 Týnec[4] – 18. 1. 1889[6], pohřbena v Týnci), dvojče
- 5. Berta Jindřiška Kateřina Nadine (21. 6. 1890 Týnec[7] – 28. 1. 1982 Auch, Francie)
  - ∞ 10. srpen 1909 Vídeň, rozvedeni 1926 Jeroným VIII. z Colloredo-Mannsfeldu (3. 11. 1870 Dobříš - 29. 8. 1942 Praha)
    - nemanželské dítě se zpěvákem Rolandem Hayesem: Maria Dolores Kolowrat-Krakowská ∞ 29. 8. 1949 Jurij Ostasenko-Bogdanoff (* 28. 1. 1928 Leningrad)
- 6. Bedřich Leopold (22. 7. 1893 Týnec[8] – 16. 11. 1920 zámek Diana v Rozvadově-Dianě, pohřben v Týnci)
- 7. Jindřich Vilém (27. 7. 1897 Týnec[9] – 19. 1. 1996 Praha), československý velvyslanec v Turecku (1946–1948)
  - 1. ∞ 8. srpen 1929 Praha Sofie Nikolajevna Trubecká (4. 2. 1900 – 25. 4. 1938), vdova po bratru Alexandrovi
  - 2. ∞ 21. květen 1942 Marie Klimtová (21. 10. 1907 Bratřínov u Prahy – 1991), její děti:
    - 1. Jindřich (* 25. 8. 1933 Praha) ∞ Elisabeth Smithová
    - 2. Arnošt (Ernest, * 21. 2. 1935 Praha), partnerka Barbara Newellová, americká velvyslankyně při UNESCO v Paříži
    - 3. Marie (* 31. 5. 1936 Praha) ∞ Brooks Evans
    - 4. Eva (* 12. 6. 1938 Praha) ∞ 14. květen 1959 John Hushes
    - 5. František Tomáš, (25. 2. 1943 Praha – 26. 6. 2004 Praha), partnerka Dominika, rozená Perutková (* 26. 2. 1966 Praha)[10]

## Spisy
- Misteroj de amo (du unuaktaj originale verkitaj dramoj kun antaŭa klarigo pri Esperanto, Paris: Hachette, 1909. - 53 p., ilustr.) [Kataluna traduko de Portreto fare de Eulàlia Rosell i Capdevila estis eldonita en Barcelono en 1910]
- Teorio pri evolucio de kono (Paris; Jaslo: Le Monde Esperantiste; Esperantista Voĉo, 1909. - 30 p.)
- Teoriea evolutiei cunostintelor (Din Esperanto de G. N. Ghinescu. - Bucuresti: Biblioteca "Revistei Ideei", 1909. - 31 p., ilustr.)